# Kostel svatého Havla (Hrobčice)
Římskokatolický hřbitovní, filiální kostel svatého Havla v Hrobčicích je pozdně románská, původně opevněná, sakrální stavba stojící na jihozápadním okraji Hrobčic na návrší nad obcí. Od roku 1964 je kostel chráněn jako kulturní památka.

## Historie
Kostel pochází ze 2. čtvrtiny 13. století. Roku 1726 barokně upraven, naposledy opraven koncem 19. století.
Duchovní správci kostela jsou uvedeni na stránce: Římskokatolická farnost Mrzlice.

## Architektura
Jedná se o jednolodní obdélnou stavbu. V západní části je kostel románský s polozbořenou západní věžovitou přístavbou. V té se nachází vstupní předsíň. Portál kostela nese datování do roku 1726. Východní část lodi s presbytářem je barokní. Předsíňka na severní straně, která kryje původní románský portál, pochází z 19. století. Přibližně v polovině hřebene střechy se nachází sanktusník.
Loď a presbytář mají plochý strop. Západní předsíň je sklenuta valeně a křížově. V obou stěnách lodi jsou zachována románská okénka. V presbytáři jsou velká barokní okna. Na jižní fasádě byly odkryty dvě skupiny rytin do kamene, znázorňující architekturu a erby. Mohly vzniknout v období raného novověku.

## Zařízení
Hlavní oltář je barokní z poslední čtvrtiny 17. století. Kazatelna je polygonální s malovanými, avšak zašlými obrazy, které pocházejí ze stejného období jako hlavní oltář. Obraz Kalvárie a obrazy Křížové cesty jsou ze 17. století. Vnitřní zařízení bylo ve 2. polovině 20. století velmi silně poškozeno.

## Galerie

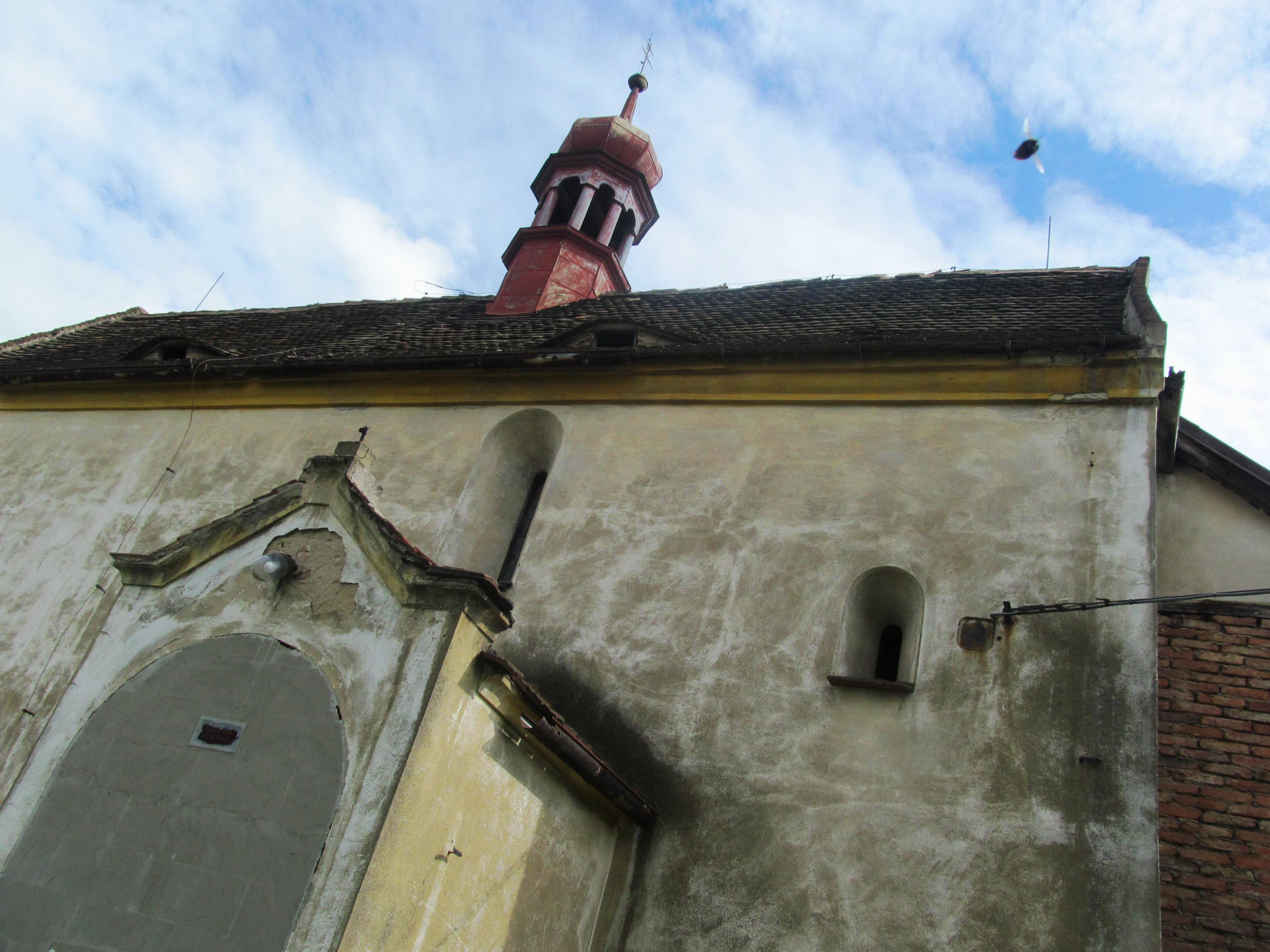
Románská okna na severní straně fasády
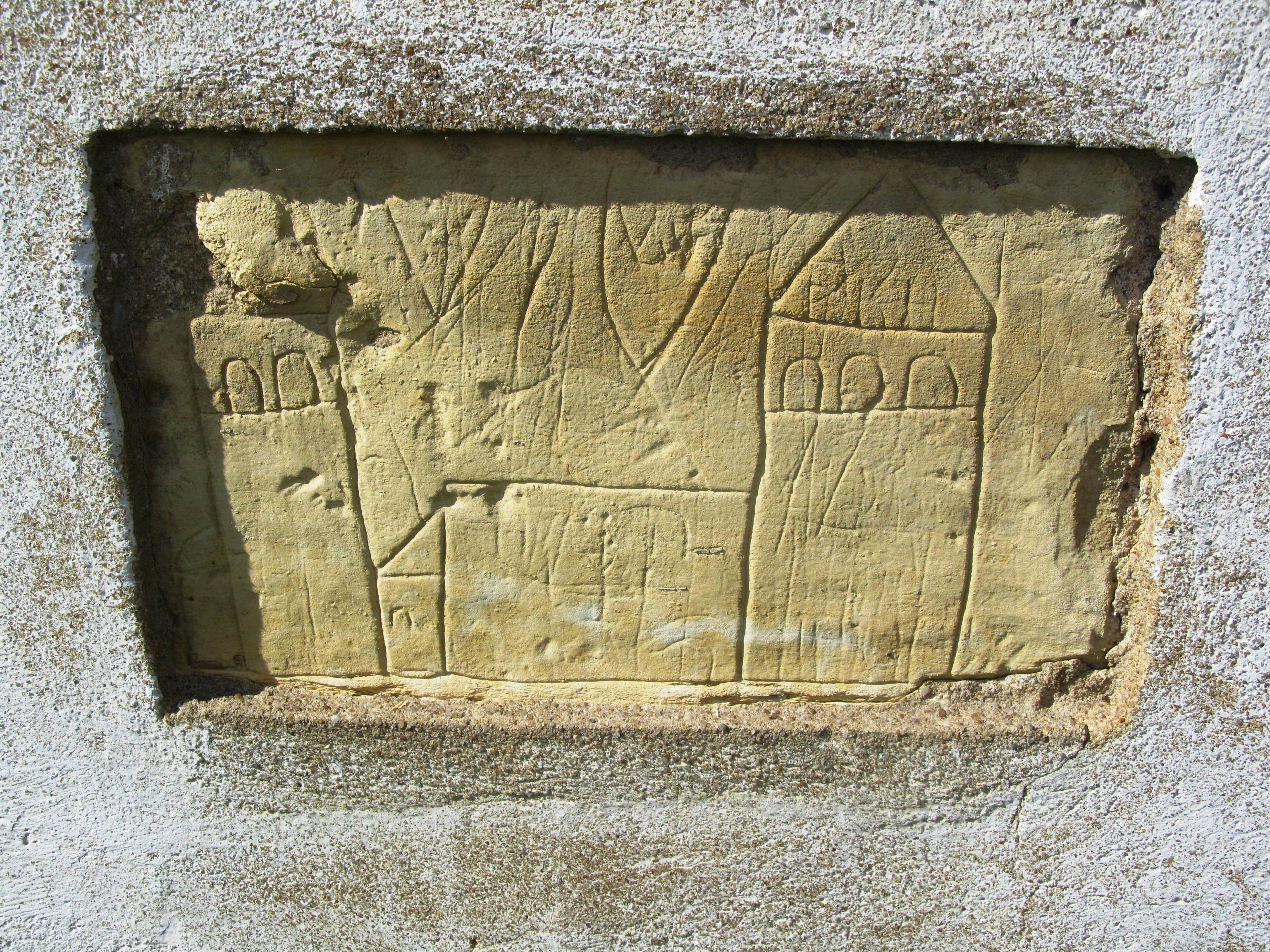
Rytina na jižní straně fasády – erb mezi dvěma věžemi
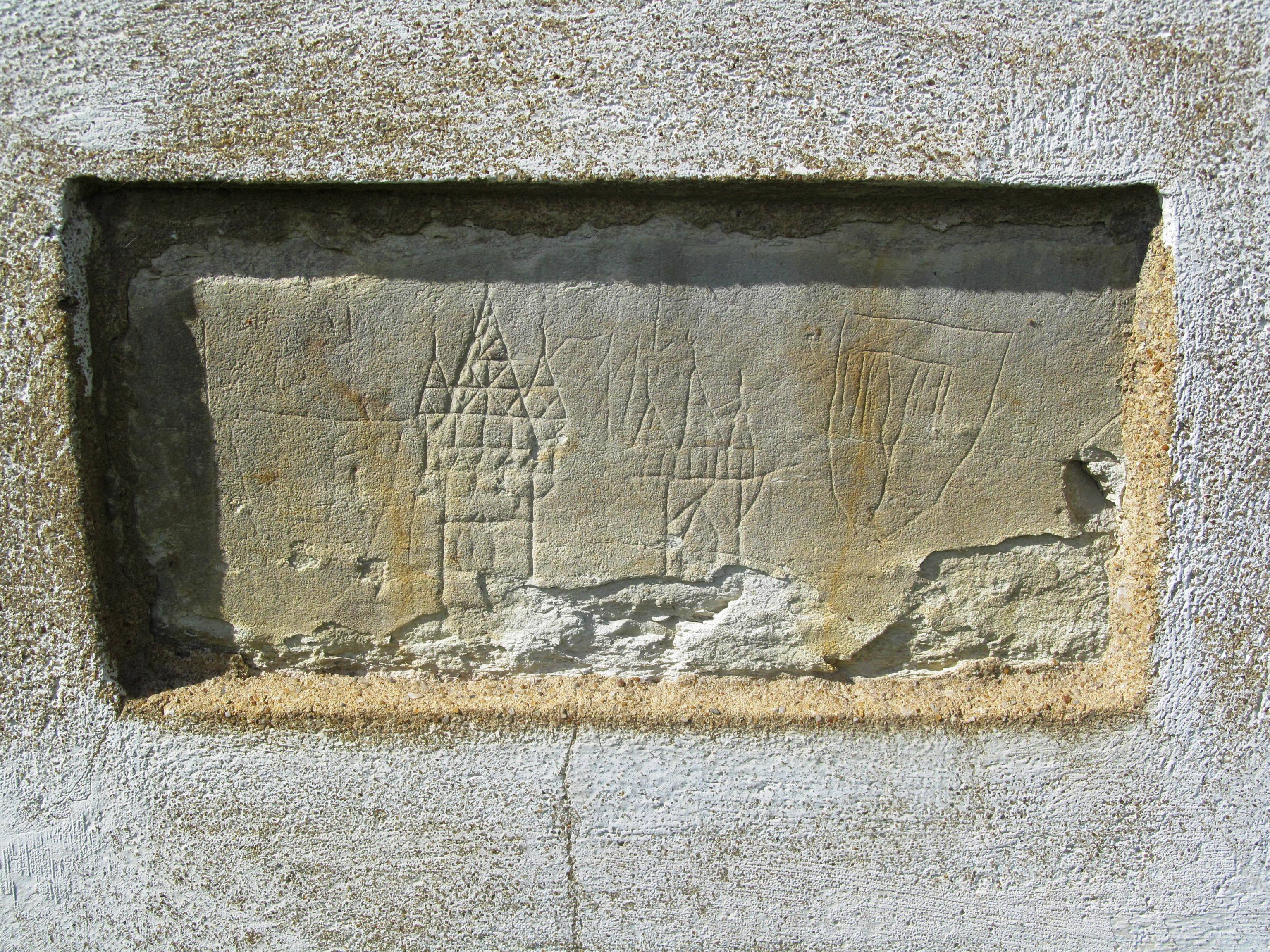
Rytina na jižní straně fasády – dvě věže s ochozy mezi dvěma erby